# Martinice u Holešova
Martinice (deutsch Martinitz) ist eine landwirtschaftlich geprägte Gemeinde und liegt etwa 20 Kilometer von der Bezirksstadt Kroměříž in der Region Zlínský kraj (Tschechien) entfernt. Auf 470 Hektar leben etwa 650 Menschen.
Das Dorf zieht sich entlang des Flüsschens Mojena ohne ein eigenes Zentrum. 1262 wird es erstmals als villa Martinicz urkundlich erwähnt und gehörte die meiste Zeit zum Kapitel Olmütz. 1858 wurde die erste Schule gebaut.